# Victor Marijnen
Victor Gerard Marie Marijnen, född 21 februari 1917, död 5 april 1975, var en nederländsk politiker inom det kristdemokratiska Katolska Folkpartiet (KVP) som var premiärminister från 24 juli 1963 till 14 april 1965.